# Bdelloura propinqua
Bdelloura propinqua är en plattmaskart. Bdelloura propinqua ingår i släktet Bdelloura och familjen Bdellouridae. Inga underarter finns listade i Catalogue of Life.